# 萨姆·卡特
萨姆·卡特（英語：Sam Carter，1991年8月6日—），澳大利亚男子田径运动员。他曾代表澳大利亚参加2022年英联邦运动会田径比赛，获得一枚铜牌。他也曾参加2016年和2020年夏季残疾人奥林匹克运动会。